# Knoxia platycarpa
Knoxia platycarpa är en måreväxtart som beskrevs av George Arnott Walker Arnott. Knoxia platycarpa ingår i släktet Knoxia och familjen måreväxter.
Artens utbredningsområde är Sri Lanka.

## Underarter
Arten delas in i följande underarter:
- K. p. hirsuta
- K. p. platycarpa